# Victor Guérin

Porträt Guerins

Victor Guérin (* 15. September 1821 in Paris; † 21. September 1891 ebenda) war ein französischer Forschungsreisender und Amateurarchäologe.
Guérin machte zwischen 1852 und 1854 als Mitglied der École française in Athen Forschungsreisen in den Vorderen Orient und führte 1860 aus Mitteln des Herzogs Honoré Théodoric d’Albert de Luynes (1803–1867) archäologische Untersuchungen durch.
Mehrere Reisen führten Guérin 1863, 1870, 1875, 1882, 1884 und 1888 nach Syrien, Jerusalem und Palästina.
Victor Guérin starb am 21. September 1891 in Paris.

## Schriften
- Voyage archéologique dans la régence de Tunis. 2 Bände. Paris 1862.
- Description géographique, historique et archéologique de la Palestine. 3 Teile (Tl. 1 ‹Judée› in 3 Bden. [1868 und 1869], Tl. 2 ‹Samarie› in 2 Bden. [1874 und 1875], Tl. 3 ‹Galilée› in 2 Bden. [1880]). Paris: L’Imprimerie Nationale, 1868–1880.
- La Terre sainte. 2 Bände. Paris 1881–1883.
- Jérusalem. Son histoire, sa description, ses établissements religieux. Paris 1889.
- La France catholique en Égypte. Neuausgabe. Tours 1892.
- La France catholique en Tunisie. Neuausgabe. Paris 1893.

| Personendaten    | Personendaten                                           |
| ---------------- | ------------------------------------------------------- |
| NAME             | Guérin, Victor                                          |
| KURZBESCHREIBUNG | französischer Forschungsreisender und Amateurarchäologe |
| GEBURTSDATUM     | 15. September 1821                                      |
| GEBURTSORT       | Paris                                                   |
| STERBEDATUM      | 21. September 1891                                      |
| STERBEORT        | Paris                                                   |